# Auguste Bartholdi
Frédéric-Auguste Bartholdi, noto anche con lo pseudonimo di Amilcar Hasenfratz (Colmar, 2 agosto 1834 – Parigi, 4 ottobre 1904), è stato uno scultore e patriota francese.
È famoso per aver realizzato nel 1886 la Statua della Libertà, donata dalla Francia agli Stati Uniti.

## Biografia
Frédéric-Auguste Bartholdi nacque a Colmar il 2 agosto 1834. Alla morte del padre, Jean Charles Bartholdi, nel 1836, la madre, Augusta Charlotte Beysser, decise di trasferirsi a Parigi dove, tra il 1843 e il 1851 frequentò il Lycée Louis-le-Grand. Contemporaneamente la madre gli fece frequentare gli atelier dello scultore Antoine Étex e del pittore Ary Scheffer. Terminati gli studi nel 1852, nel 1853 aprì, con il sostegno della madre, un proprio atelier in rue Vavin, nel VI arrondissement di Parigi. Nel 1855-1856, con l'amico Jean-Léon Gérôme, viaggiò in Egitto, dove scoprì la scultura monumentale, e in Arabia Felix. La prima opera pubblica di Bartholdi fu il monumento al generale Rapp, presentato all'Esposizione universale di Parigi del 1855 e ufficialmente inaugurata il 31 agosto 1856 a Colmar in piazza Rapp.
Fervente repubblicano e sostenitore degli ideali garibaldini, tanto da vestire generalmente in camicia rossa, durante la guerra franco-prussiana del 1870-1871 fu aiutante di campo di Giuseppe Garibaldi e ufficiale di collegamento tra il governo francese e l'esercito dei Vosgi, di cui era incaricato di provvedere ai rifornimenti. Molto segnato dall'annessione dell'Alsazia e della Lorena da parte dell'Impero tedesco, volle esaltare i valori della libertà. Nel 1871, su richiesta di Édouard René de Laboulaye e in nome dell'amicizia franco-americana, fece il primo viaggio negli Stati Uniti. All'ingresso del porto di New York individuò in Bedloe's Island (dal 1956 Liberty Island) il luogo più adatto sul quale erigere la futura Statua della libertà.
Autore di varie e imponenti sculture, il suo nome è legato principalmente alla Statua della Libertà, donata dalla Francia agli Stati Uniti e situata all'ingresso del porto di New York. La costruì con l'aiuto di Gustave Eiffel. Fu iniziato alla massoneria il 4 ottobre del 1875, nella loggia Alsace et Lorraine di Parigi. Venne insignito della Legion d'onore nel 1892. Morì di tubercolosi nel 1904 e riposa nel Cimitero di Montparnasse a Parigi.

## Opere
Frédéric-Auguste Bartholdi, come scultore, ha realizzato:
- il monumento al generale Rapp a Colmar, inizialmente sugli Champs-Élysées (1855);
- il monumento a Martin Schongauer nel Musée d'Unterlinden di Colmar (1863); il progetto prevedeva le quattro statue allegoriche in bronzo L'oreficeria, Lo studio, L'incisione e La pittura, ora nel museo Bartholdi di Colmar[4];
- il monumento all'ammiraglio Bruat a Colmar (1864);
- il Genio funebre nel liceo Bartholdi di Colmar (1866);
- il monumento al generale Arrighi de Casanova a Corte, Francia (1867)
- il Piccolo viticoltore alsaziano nel museo Bartholdi di Colmar (1869);
- il monumento funerario delle Guardie nazionali uccise nel 1870 nel cimitero Ladhof di Colmar (1872);
- il monumento a Gambetta, nel museo di Cahors Henri-Martin a Cahors, Francia (1872);
- il monumento a Vauban a Avallon, Francia (1873);
- fregi e sculture per la torre della First baptist church di Boston (1874);
- il monumento a Champollion nel cortile del Collège de France a Parigi, in origine al Salon di Parigi (1875);[5]
- il monumento a La Fayette in Union Square a New York (1876);
- la fontana della luce e dell'acqua nel parco Bartholdi di Washington, in origine per l'Esposizione di Filadelfia (1876);
- il monumento a Gribeauval all'Hôtel des Invalides di Parigi (1879);
- il Leone di Belfort a Belfort (1880)
- il monumento a Rouget de Lisle a Lons-le-Saunier, Francia (1882)
- il monumento di Denis Diderot per piazza Diderot a Langres (1884);
- il monumento funerario a Gustave Jundt, nel cimitero di Montparnasse a Parigi (1885);
- la Libertà che illumina il mondo, più conosciuta come la Statua della Libertà, a Liberty Island, New York (1886);
- la fontana a Roesselmann a Colmar (1888);
- la Statua della libertà nei Giardini del Lussemburgo (1889), trasferita nel 2012 al Museo d'Orsay;
- il monumento a Gambetta, a Sèvres, Francia (1891);
- la fontana Bartholdi a Lione (1892);
- il monumento a La Fayette e Washington in Place des États-Unis a Parigi, in origine nel Salon degli Champs Elysées a Parigi (1892);[6]
- il monumento a Cristoforo Colombo a Providence, Rhode Island; in origine per la Fiera Colombiana di Chicago (1893);
- il monumento a Gustave-Adolphe Hirn a Colmar (1894);
- il monumento alla Svizzera che lenisce i dolori di Strasburgo durante l'assedio del 1870 a Basilea (1895);
- la fontana Schwendi (1898);
- la Vittoria nel cimitero di Birr, in memoria dei militari dell'esercito di Bourbaki caduti nel 1871 (1899);
- I grandi sostegni del mondo al museo Bartholdi di Colmar (1902);
- la statua del bottaio alsaziano in cima alla Casa delle teste a Colmar (1902);
- la statua equestre di Vercingetorige a Clermont-Ferrand (1903);
- il monumento funerario al sergente Ignace Hoff nel cimitero di Père-Lachaise a Parigi (1904).[7]

Opere distrutte:
- monumento agli aeronauti dell'assedio di Parigi, il modello è stato presentato nel 1879, inaugurato nel 1906 a Neuilly-sur-Seine, destinato alla rifusione nel 1941;[8]
- fontana Bartholdi a Reims (1885), distrutta nel corso della prima guerra mondiale.

Opere postume:
- monumento dei tre assedi di Belfort, inaugurato nel 1913 sul modello di Bartholdi;
- Il Martire moderno, inaugurato nel 2005 nella corte del Castello Reale di Varsavia sul modello di Bartholdi.